# Hell Night
Hell Night és una pel·lícula slasher estatunidenca del 1981 dirigida per Tom DeSimone, escrita per Randy Feldman, i protagonitzada per Linda Blair. La pel·lícula representa una nit de quintada de fraternitats ambientada en una antiga mansió, durant la qual un assassí deforme terroritza i assassina molts dels estudiants universitaris. La trama combina elements de pel·lícules slasher i pel·lícules de temàtica de cases encantades. El director Chuck Russell va exercir de productor executiu, mentre que el seu col·laborador Frank Darabont va servir com a assistent de producció.
Tot i que la recepció va ser generalment mixta, la pel·lícula ha desenvolupat un gran culte des de la seva estrena. La pel·lícula va ser nominada als Razzie com a pitjor actriu per Blair. Hell Night també va ser la darrera pel·lícula estrenada per Compass International Pictures.

## Argument
Durant una festa de disfresses universitària, en Peter es prepara per iniciar quatre noves promeses a Alpha Sigma Rho. Els quatre són Jeff, un noi d'una educació opulenta, Marti, una noia intel·ligent d'origen pobre, Denise, una noia de festa promiscua i bebedora, i Seth, un fumador de cànnabis i surfista de Califòrnia. El grup es veu obligat a passar la nit a Garth Manor, una mansió abandonada que abans era propietat d'un home anomenat Raymond Garth, que va assassinar la seva dona Lillian i tres fills deformes Morris, Margaret i Suzanne. Després dels assassinats, Garth es va penjar. Mentre Garth va tenir un quart fill, Andrew, el seu cos mai es va trobar ni el de Morris. La llegenda diu que tant Morris com Andrew encara s'amaguen a la mansió.
En Peter i la resta d'estudiants condueixen les quatre penyores per la mansió, deixant-los sols a les portes. Seth i Denise deixen en Martí i Jeff sols per anar a tenir sexe. Aquests dos últims discuteixen els seus fons contrastats, abans que les finestres del saló s'obrin de sobte i una aparició espanti en Martí. En realitat, en Peter juntament amb dos estudiants més, May i Scott, han posat ensurts per tota la mansió per espantar les promeses. Mentre caminava pel costat de la casa, May és arrossegada per un forat, on és assassinada per un agressor invisible, que la decapita. Després d'això, Scott també és assassinat per la mateixa figura al terrat. En Peter intenta fer una broma a la Denise, però ella no és conscient dels seus esforços. Va a buscar en Scott, només per descobrir el seu cos colgat al terrat. Fuig i intenta escapar per la tanca amb la seva clau, només per ser atacat per un agressor desconegut. Es topa amb un laberint de bardisses proper on descobreix un segon agressor, que l'assassina amb una dalla.
A la casa, les quatre promeses descobreixen ràpidament els trucs i les bromes que s'hi fan al voltant de la mansió. Seth i Denise tornen al dormitori per tenir relacions sexuals i consumir drogues. Seth deixa a Denise sola per utilitzar el lavabo, només per tornar i descobrir el cap tallat de May sota els llençols. En pànic, Seth salta les portes de la mansió per alertar la policia. Marti i Jeff també descobreixen el cos de Scott. Marti es tanca en una de les habitacions mentre Jeff va a investigar una llum al laberint de tanques. Entra al laberint, on troba una forca i les restes de Peter. Fuig de tornada a la casa per informar a Marti de l'assassinat, i la parella teoritzen que Andrew Garth podria estar darrere dels assassinats.
Mentre els donen l'esquena, una gran figura comença a sortir del terra darrere d'ells. Armat amb una forca, Jeff fereix l'agressor, que aparentment desapareix. Treuen la catifa, només per descobrir una trapa per la qual l'agressor ha fugit. La parella descendeix als túnels de sota, en els quals descobreixen el cadàver de Denise, juntament amb les restes conservades dels membres de la família de Garth.
Finalment, Seth arriba a la comissaria de policia local, demanant ajuda. La policia no es pren seriosament les seves afirmacions, creient que està borratxo o fent una broma de la fraternitat, i amenaça amb arrestar-lo. En Seth fingeix sortir de la comissaria, només per agafar una escopeta i alguns obusos, abans d'escapar per una finestra. Ell roba un vehicle d'un civil, informant-li que anirà a Garth Manor (esperant que la policia el segueixi allà, però mai ho fan).
De tornada als túnels, apareix un home gran i desfigurat i persegueix Jeff i Marti. Jeff lluita amb l'home, que el fa caure per una escala i el fereix greument. Apareix un altre assassí, sorprenent la parella. Els germans Garth arraconen Marti i Jeff, però són capaços d'escapar-se a través d'una porta oculta, fugint de tornada al dormitori, utilitzant la forca per barrar la porta oculta. Perd la seva única arma.
Seth torna a la mansió, on és emboscat per Morris Garth. Lluiten, abans que Seth li dispari dos cops i sembla que el mati. Alertats pel soroll, Jeff i Marti es troben amb ell a l'entrada de la mansió, on apareix l'Andrew i ataca a Seth, arrossegant-lo a un racó no il·luminat de l'habitació. Marti i Jeff s'espanten pels trets i Marti intenta recuperar l'escopeta. Andrew Garth emergeix de la foscor i persegueix a Marti i Jeff per la casa i torna al dormitori, on fan una barricada a la porta. Jeff insta a Martí a escapar per una finestra. Abans que pugui seguir l'exemple, l'Andrew entra per la porta i el llança a terra, matant-lo.
Una Marti espantada entra al laberint de bardisses, on troba el cadàver de Peter. Ella polsa les tecles dels seus dits, abans d'escapar. Ella és capaç de travessar les portes amb les claus i es pren el temps per tornar-les a tancar. Intenta escapar amb el vehicle robat d'en Seth, però l'Andrew l'embosca. Destrossa el parabrisa i s'inicia una lluita, donant lloc a que una de les portes amb puntes sigui tombada, en la qual Andrew és empalat i mor.
Despertant-se al matí mentre el sol surt sobre la mansió, Martí surt del cotxe i marxa.

## Repartiment
- Linda Blair com a Marti Gaines
- Peter Barton com a Jeff Reed
- Vincent Van Patten com a Seth
- Suki Goodwin com a Denise Dunsmore
- Kevin Brophy com a Peter Bennett
- Jimmy Sturtevant com a Scott
- Jenny Neumann com a May West
- Gloria Heilman com a noia de la festa
- Hal Ralston com vell policia
- Carey Fox com a policia jove
- Ron Gans com a conductor

## Producció

### Concepció
Chuck Russell, que més tard dirigiria Malson a Elm Street 3 (1987), va ser productor executiu de la pel·lícula. Durant la producció, el productor Bruce Cohn Curtis va instar els cineastes a implementar una seqüència de persecució estesa per al personatge de Linda Blair després de veure la seqüència de persecució de Jamie Lee Curtis a Terror Train (1980); aquesta va ser la base de la seqüència de persecució que té lloc als túnels sota la mansió.

### Rodatge

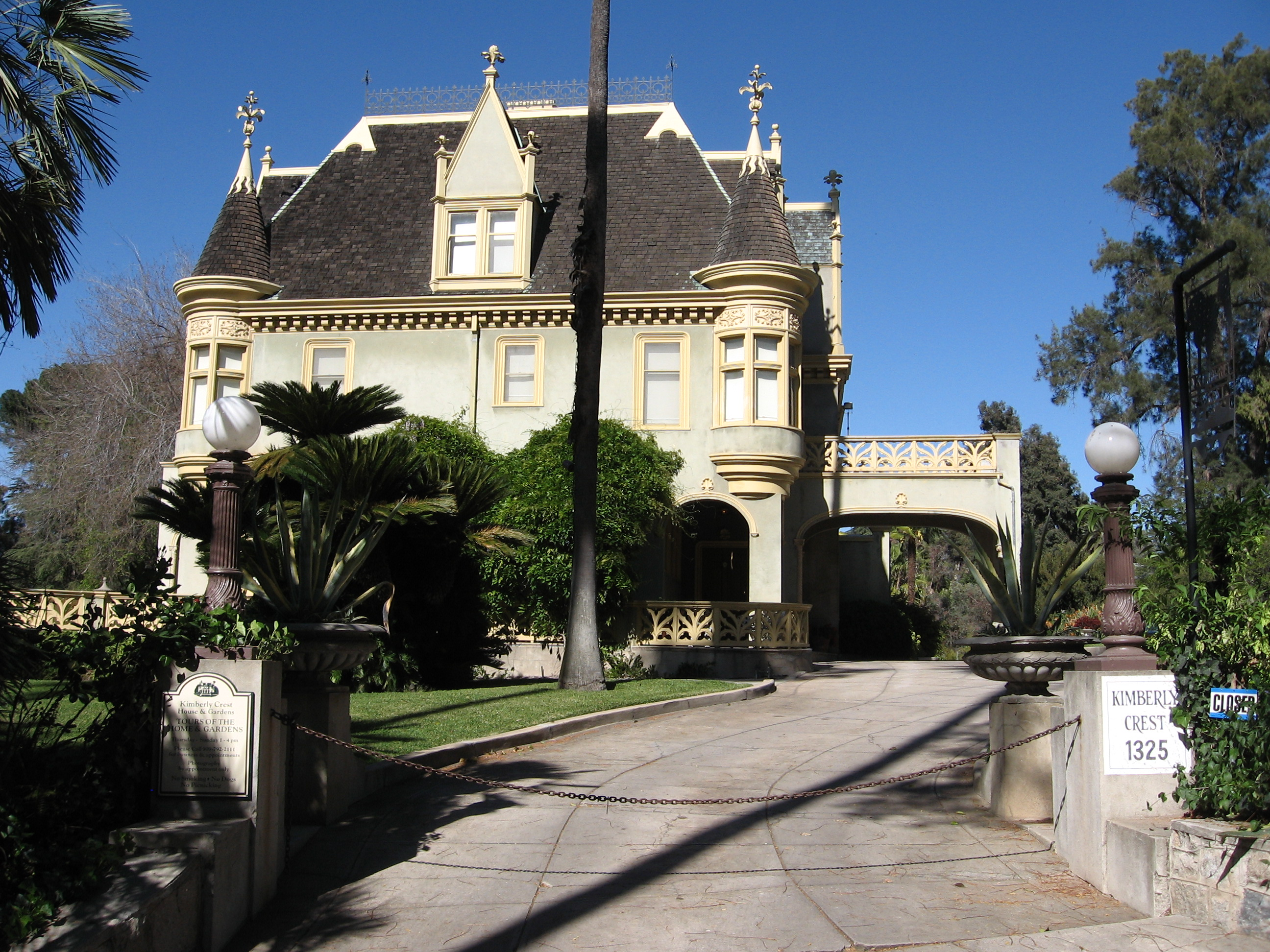
La pel·lícula es va rodar a la Kimberly Crest Mansion a Redlands, Califòrnia

El rodatge de Hell Night va trigar 40 dies en la tardor i hivern de 1980, entre novembre de 1980 i gener de 1981. El pressupost de rodatge original era d'un milió de dòlars, però la durada del rodatge durant les vacances va ampliar el pressupost amb 400.000 dòlars addicionals. S'ha informat que el programa de rodatge de la pel·lícula constava de setmanes de sis dies i es va descriure com a extenuant. L'estrella Linda Blair va recordar els rodatges diaris que duraven des de les 5:00 a les 23:00 així com passar Acció de Gràcies amb el repartiment i la tripulació en un autobús de dos pisos llogat pels productors. Segons DeSimone, Peter Barton es va fer mal al plató i, com a resultat, la major part de la seva coixera a la pel·lícula es va deure al dolor físic real de la lesió, en lloc de ser actuat.
La major part de la pel·lícula es va rodar en tres ubicacions: L'exterior de Garth Manor es va rodar a la Kimberly Crest Mansion a Redlands (Califòrnia). Es va introduir el laberint de tanques perquè no hi havia cap laberint de jardí real a la propietat de la mansió. L'interior de Garth Manor es va filmar en una casa residencial a Pasadena, Califòrnia. La festa de fraternitat es va filmar al vestíbul d'un apartament a Los Angeles, Califòrnia. Els aparentment molts túnels de la pel·lícula eren en realitat només dos passadissos pels quals el director feia que els actors correguessin repetidament des de diferents angles.
El director DeSimone va declarar que volia un "aspecte clàssic de ficció gòtica" per a la pel·lícula: "No m'agraden aquestes pel·lícules de terror on la gent camina per cases encantades amb texans i samarretes. Així que vam tirar els nostres caps junts i vaig dir que volia la Linda amb un vestuari gòtic. I ens va ocórrer la idea de fer de la festa de la nit de l'infern una festa de disfresses. I així vam poder tenir tothom amb aquest tipus de disfresses que s'ajustessin a la seva personalitat."
Els dos actors que van interpretar els assassins Garth no apareixen en cap lloc als crèdits, tot i que es creu que els seus noms reals són Valentino Richardson i Chad Butler. Tanmateix, al comentari del DVD de la pel·lícula, es va assenyalar que tots dos són nacionals alemanys que parlaven poc o gens d'anglès, i que un d'ells (l'home barbut de mitjana edat) va morir poc després de l'estrena de la pel·lícula.

## Estrena

### Distribució en sales
Hell Night va rebre un estrena limitada als Estats Units el 7 d'agost de 1981 per Compass International Pictures. Tres setmanes més tard, el 28 d'agost de 1981, la seva estrena es va ampliar a una àmplia estrena en cinemes. La pel·lícula va recaptar un total de 2.300.000 dòlars als Estats Units durant el seu recorregut en sales, amb un import brut de 832.000 dòlars aquella setmana.

### Mitjans domèstics
La pel·lícula va ser estrenada en VHS per Media Home Entertainment el 1982. Més tard va ser llançada en DVD per Anchor Bay Entertainment el 31 d'agost de 1999. Aquest llançament va incloure un comentari d'àudio amb Linda Blair, els productors Bruce Cohn Curtis i Irwin Yablans i el director Tom DeSimone; també incloïa espots de televisió i el tràiler teatral original com a material addicional.
El 2 de gener de 2018, Scream Factory va estrenar la pel·lícula per primera vegada a Blu-ray en un set d'edició de col·leccionista, que inclou quatre hores de noves entrevistes, així com els materials addicionals continguts al DVD d'Anchor Bay de 1999.

## Recepció
Hell Night va rebre crítiques mixtes i negatives en el moment del seu llançament, tot i que ha aconseguit seguidors de culte anys després de la seva estrena. A l'agregador de ressenyes Rotten Tomatoes, el 62% dels crítics van donar a la pel·lícula una crítica positiva basada en 13 crítiques, amb una valoració mitjana de 5/10. A Metacritic la pel·lícula té una puntuació mitjana ponderada de 36 sobre 100, basada en 4 crítics, el que indica "crítiques generalment desfavorables".
Time Out va escriure "Increïble […] el que un director, càmera i repartiment competents poden fer per ajudar a una trama empapada", anomenant la pel·lícula "tolerablement visible en comparació" amb l'estafa de Halloween. A Ellen Farley del Los Angeles Times li va agradar la pel·lícula a "Halloween amb obertures de romanç pop."
Roger Ebert del Chicago Sun-Times va donar a la pel·lícula una crítica d'una estrella, escrivint: "Ja saps que una pel·lícula té problemes quan el que passa a la pantalla inspira somnis desperts. Havia aguantat el primer rodet i no havia passat res. Ara estava en algun lloc al mig del tercer rodet, i encara no havia passat res. Per "res", per cert, vull dir res original, inesperat, bé... elaborat, interpretat de manera interessant o fins i tot d'una manera emocionant i violenta." Una ressenya publicada per TV Guide va assenyalar que la pel·lícula contenia "uns quants moments efectius", i va afegir: "Tot i que el contingut real de gore és baix, el contingut d'entusiasme és alt, una via que DeSimone continuaria explorant en les seves futures pel·lícules d'explotació."
Al seu llibre The Gorehound’s Guide to Splatter Films of the 1980s (2003), l'estudiós de cinema Scott Stine va escriure sobre la pel·lícula: "Hell Night és un d'aquells ràpids de talk 'n' slash de principis dels anys 80 que —encara que gairebé universalment menyspreat en aquell moment, malgrat que van guanyar diners—, en retrospectiva és força entranyable.